# 오가역 (아키타현)
오가역(일본어: 男鹿駅)은 일본 아키타현 오가시에 위치한 동일본 여객철도 오가 선의 철도역이자 이 노선의 종착역이다. 섬식 승강장 1면 2선의 구조를 갖춘 지상역이다.

## 타는 곳
| 1 | ■ 오가 선 | 상행 | 오이와케 · 아키타 방면 |

## 이용 현황
| 승차 인원 추이 | 승차 인원 추이 |
| 연도           | 1일 평균       |
| -------------- | -------------- |
| 2000           | 655            |
| 2001           | 646            |
| 2002           | 603            |
| 2003           | 573            |
| 2004           | 646            |
| 2005           | 595            |
| 2006           | 580            |
| 2007           | 577            |
| 2008           | 548            |
| 2009           | 547            |
| 2010           | 552            |
| 2011           | 545            |
| 2012           | 511            |
| 2013           | 497            |
| 2014           | 445            |
| 2015           | 453            |

## 역 주변
- 오가 시청
- 오가 시민문화회관
- 오가 미나토 시민 병원
- 오가 시립 도서관
- 아키타 현 후나카와 항만 사무소

## 인접 역
| 동일본 여객철도 오가 선       | 동일본 여객철도 오가 선 | 동일본 여객철도 오가 선 |
| ----------------------------- | ----------------------- | ----------------------- |
| 하다치 아키타 · 오이와케 방면 | ■ 오가 선               | 시·종착역               |